# Lessertia annularis
Lessertia annularis är en ärtväxtart som beskrevs av William John Burchell. Lessertia annularis ingår i släktet Lessertia och familjen ärtväxter. Inga underarter finns listade i Catalogue of Life.